# Robert van der Vooren
Robert van der Vooren (Utrecht, 16 de junio de 1974) es un deportista neerlandés que compitió en remo.
Ganó una medalla de plata en el Campeonato Mundial de Remo de 2001, en la prueba de dos sin timonel ligero. Participó en los Juegos Olímpicos de Sídney 2000, ocupando el octavo lugar en la prueba de cuatro sin timonel ligero.

## Palmarés internacional
| Campeonato Mundial | Campeonato Mundial | Campeonato Mundial | Campeonato Mundial     |
| Año                | Lugar              | Medalla            | Prueba                 |
| ------------------ | ------------------ | ------------------ | ---------------------- |
| 2001               | Lucerna (Suiza)    | Medalla de plata   | Dos sin timonel ligero |